# Japansk trädgård

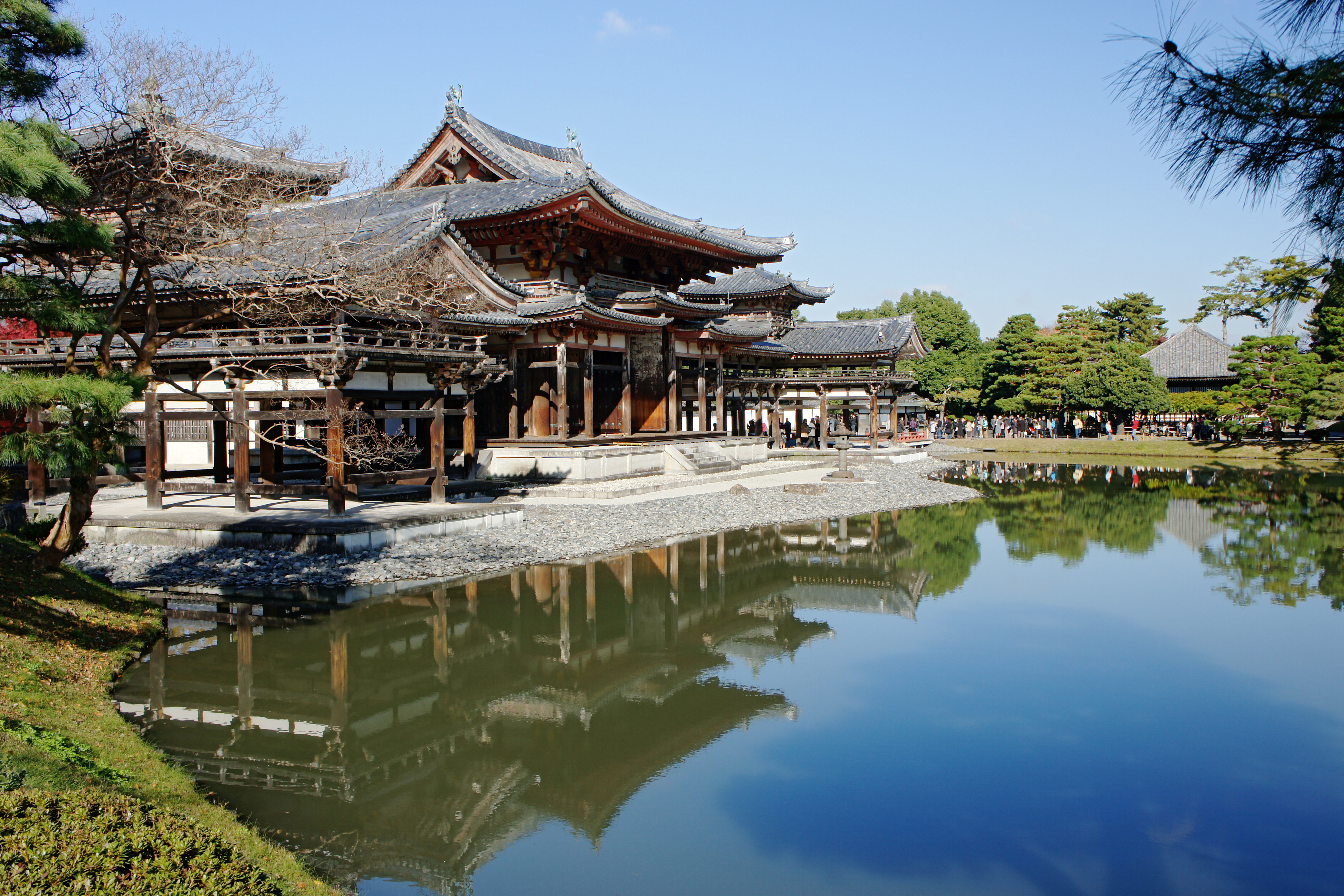
Typiskt exempel på japansk trädgård.

Japansk trädgård (日本庭園, nihon teien) är en trädgård eller park som är anlagd i traditionell japansk stil. Trädgårdarna kan vara små idealiserade landskap, som ofta är arrangerade på ett abstrakt och stiliserat sätt.
I japansk kultur är trädgårdskonst högt värderad. Vid slutet av 1800-talet började japanska trädgårdar anläggas i västerlandet där lokala anpassningar gjordes.